# Franz Xaver Hackher zu Hart

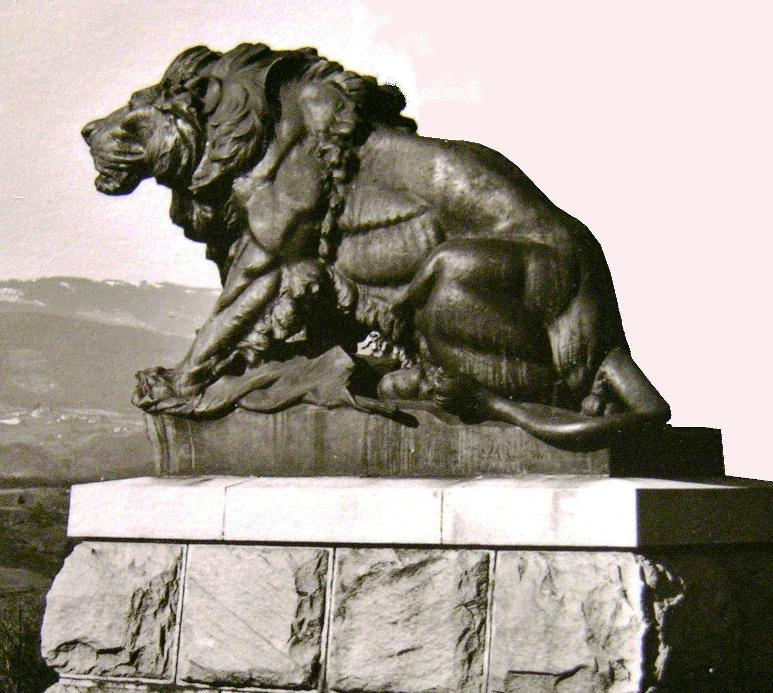
Denkmal für Major Hackher am Grazer Schlossberg von Otto Jarl (aufgestellt: 1909–1941)

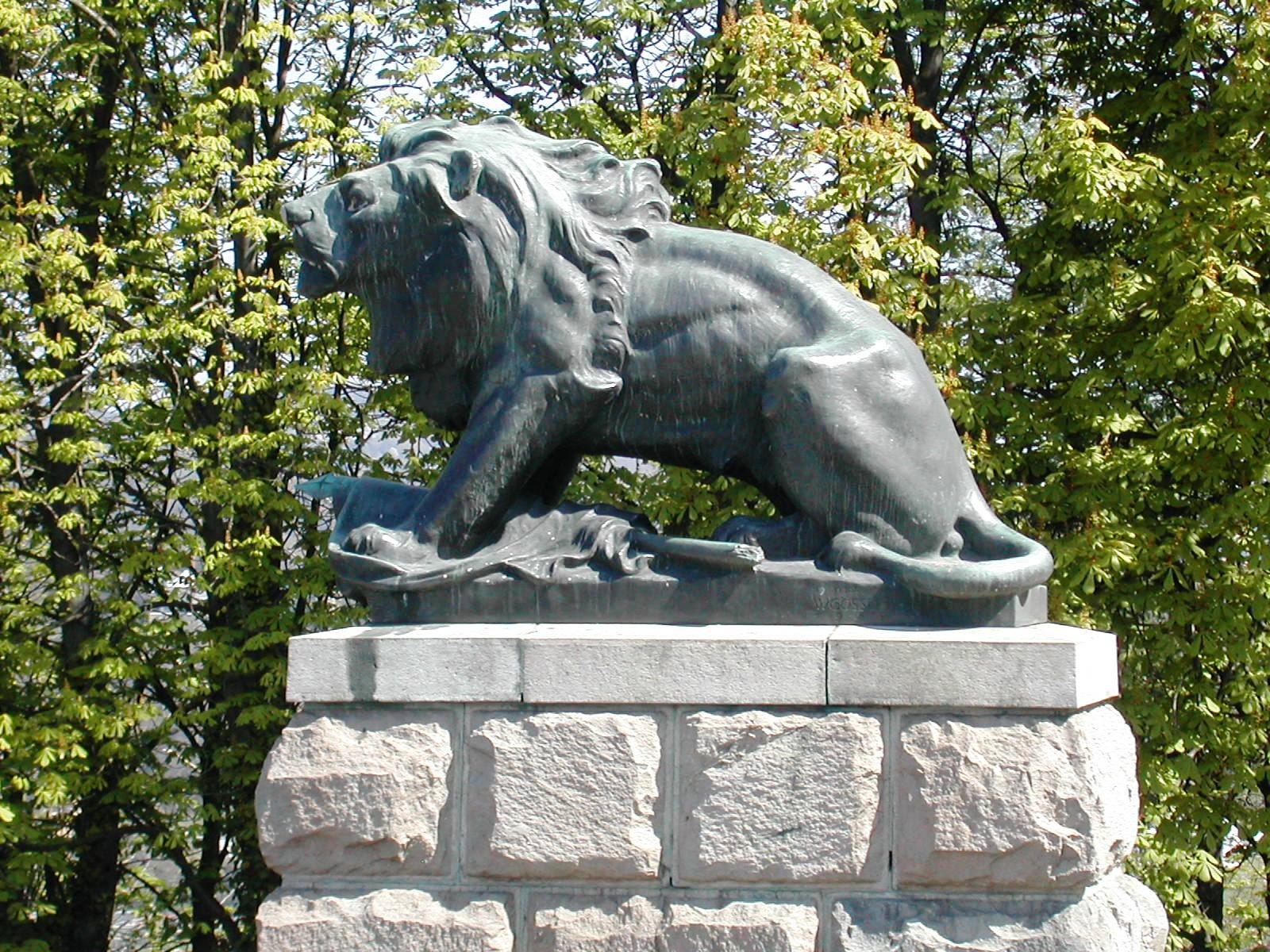
Denkmal für Major Hackher am Grazer Schlossberg von Wilhelm Gösser seit 1966

Franz Xaver Ritter und Edler Hackher zu Hart, ab 1812 Freiherr Hackher zu Hart (* 13. November 1764 in Wien; † 2. September 1837 ebenda) war ein k.k. Offizier der Genietruppe, zuletzt im Rang eines Oberst. Bekannt wurde er als Verteidiger des Grazer Schloßbergs während der französischen Belagerung 1809. Dort erinnert noch heute der Hackher-Löwe an seine tapfere Verteidigung gegen die Truppen von Napoléon Bonaparte.

## Leben
Nach Absolvierung seiner Ausbildung an der Genie-Akademie von 1785 bis 1787 wurde er als Unterleutnant ausgemustert und nahm am Türkenkrieg (1787–1792) teil. Nach dessen Ende wurde er zum Oberleutnant, 1796 zum Kapitän im Ingenieurkorps befördert. Auch bei der Belagerung von Mantua zeichnete er sich aus, wurde am 11. Juli 1801 Hauptmann und am 11. Januar 1808 Major.

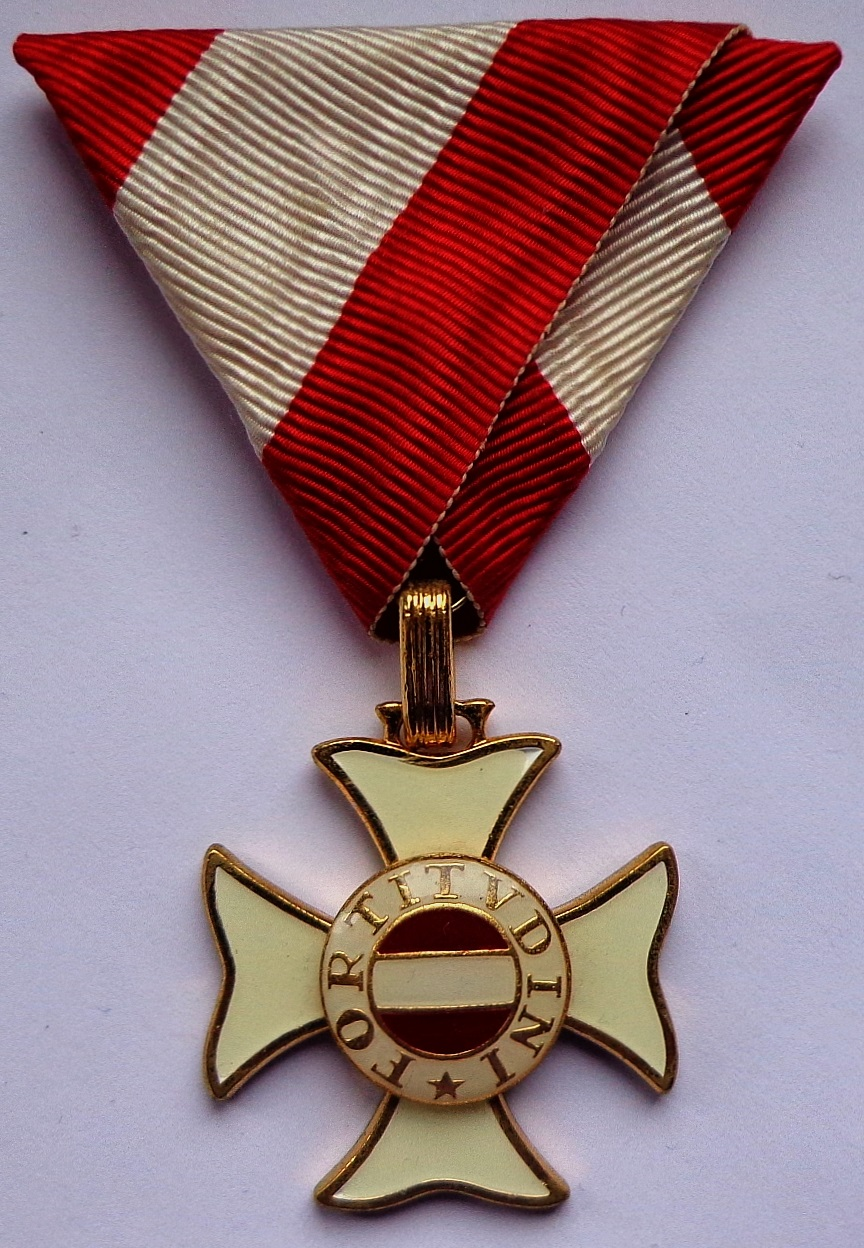
Ritterkreuz des Militär-Maria-Theresien-Ordens

Seine kluge wie tapfere Verteidigung des Grazer Schlossberges im Mai und Juni 1809 gegen die napoleonischen Truppen brachte ihm das Ritterkreuz des Militär-Maria-Theresia-Ordens und bleibenden Ruhm in Graz.

„Die Franzosen hatten die nur spärlich bemannte und schlecht bewaffnete Festung aus drei, später zwei Stellungen in der Grabenvorstadt und in Geidorf beschossen und in insgesamt sieben Infanterieangriffen ihre Eroberung versucht.“

Hackher wurde in der Folge in 1812 in den Freiherrenstand erhoben und 1813 zum Oberstleutnant befördert.
Napoleon hingegen war über die heldenhafte Abwehr derart erzürnt, dass im Frieden von Schönbrunn auch die Schleifung der Festung auf dem Schlossberg festgesetzt wurde; nur Uhrturm und Glockenturm konnten von den Grazer Bürgern unter großen finanziellen Opfern gerettet werden.
Auch bei den folgenden Einsätzen in den Jahren 1813 und 1814 in der Nordarmee des schwedischen Kronprinzen Karl XIV. Johann erwarb Hackher sich durch seine Leistungen hohe Reputation und wurde mit dem schwedischen Schwertorden ausgezeichnet.
Später wurde Hackher Direktor des mährischen Fortifikationsdistrikts. Im Jahr 1820 wurde er zum Oberst befördert und Anfang 1826 trat er in den Ruhestand. Zuletzt lebte er in Brunn. 1812 hatte er Maria Barbara, Tochter des k.k. Großhändlers Jakob Edler von Smitmer geheiratet.
Hackher starb im September 1837 in Wien. Sein Grab befindet sich in Wien am Rande des Waldmüllerparks Grabstein Nr. 66 (10. Bezirk, zwischen Landgut-, Herz-, Dampf- und Karmarschgasse) als Teil eines Denkmalhains mit 100 bedeutenden Grabdenkmälern berühmter Persönlichkeiten.

## Ehrungen

Jahrgangsabzeichen „Hackher zu Hart“ der Theresianischen Militärakademie in Wiener Neustadt

Im Jahr 1909 wurde ihm auf dem Schlossberg ein Denkmal errichtet (47° 4′ 38,06″ N, 15° 26′ 13,82″ O), das am 17. Oktober selben Jahres im Beisein von Landeshauptmann Edmund von Attems-Heiligenkreuz von Erzherzog Friedrich von Österreich-Teschen enthüllt wurde. Der vom schwedischstämmigen Otto Jarl (1856–1915) geschaffene „Hackherlöwe“ (Kanonenbronze-Guss: Alois Josef Selzer, Metallkompositions-Erzeugung Siebenharr, Wien-Mariahilf) wurde allerdings als „Adolf-Hitler-Metallspende“ der Stadt Graz im Jahr 1941 entfernt und 1943 eingeschmolzen. Erst 1966 konnte eine frei empfundene Nachschöpfung von Wilhelm Gösser wieder am ursprünglichen Standplatz enthüllt werden.
Nach ihm ist auch die Hackher-Kaserne in Gratkorn benannt, die in Blickrichtung des Löwen liegt. Im Jahr 2011 wurde zum Gedenken der Ausmusterungsjahrgang 2013 der Theresianischen Militärakademie in Wiener Neustadt nach ihm benannt. Das Jahrgangsabzeichen trägt die, aus dem Familienwappen entnommene, Hacke und wird am unteren Ende vom Leitspruch der österreichischen Offiziere „Treu bis in den Tod“ abgeschlossen.